# Matthew Stanley
Pour les articles homonymes, voir Stanley.
Matthew Stanley, né le 15 janvier 1992 à Matamata, est un nageur néo-zélandais.
Lors des Jeux olympiques d'été de 2012, il participe au 200 m nage libre et au 400 m nage libre, se classant respectivement 18e et 15e.
Lors des championnats du monde en petit bassin 2012, il termine d'abord quatrième de la finale du 400 m nage libre puis reçoit la médaille de bronze à la suite de la disqualification du troisième Mads Glæsner, qui a subi un contrôle antidopage positif.

## Palmarès

### Championnats du monde

#### Petit bassin
- Championnats du monde 2012 à Istanbul ( Turquie) :
  -  Médaille de bronze du 400 m nage libre.